# Alec Hardison
Alec Hardison est un personnage de fiction de la série télévisée Leverage. Il est interprété par Aldis Hodge. C'est le spécialiste en informatique du groupe.

## Biographie

### Généralités
Hardison est un hacker, et il s'occupe de toute la partie informatique. Il est orphelin, tout comme Parker, car a perdu ses parents tôt et a été élevé par sa grand-mère, Nana, qui est en fait non pas sa véritable grand-mère mais sa mère d'accueil.

### Caractère du personnage dans la série
Il est totalement geek et adore la fraude informatique, s'entend bien avec toute l'équipe, mais particulièrement avec Parker pour qui il a le béguin. Il est plutôt sensible et Eliot s'amuse tout particulièrement à le taquiner. Il s'entend d'ailleurs particulièrement bien avec ce dernier, avec qui il entretient une espèce de rivalité amicale. Hardison respecte Nathan comme chef de l'équipe et comme figure paternelle ; il est le premier à admettre qu'il a une bonne influence sur lui.
Il semble être amoureux de Parker et attend de savoir si elle partage ses sentiments.
Hardison est un fan de science-fiction, faisant constamment des références à Star Trek, Ghostbusters ou Doctor Who. Son manque de maturité a parfois posé quelques soucis à l'équipe comme lorsqu'il oublie qu'ils doivent investir un bâtiment sécurisé parce qu'il a passé la nuit à jouer à World of Warcraft.
Parmi ses différentes fausses identités, il utilise souvent celle de l'agent Thomas du FBI, en compagnie de Parker qui joue l'agent Hagen. Cela va d'ailleurs leur poser des problèmes lorsqu'ils tombent à plusieurs reprises sur les agents Mc Sweeten et Taggert.
Même s'il n'est pas un escroc comme Sophie, son charme naturel et son sens de la repartie vont servir à différentes reprises et il va de plus en plus s'impliquer physiquement dans les coups, sortant de son « sous-marin »[précision nécessaire].
Hardison possède un appartement à Chicago qui va servir de QG à l'équipe lors de leur première mission.
L'un de ses pires ennemis est le hacker Colin « Chaos » Mason qui a tenté de tuer Sophie avec une bombe.
Compétences
La plupart du temps, Hardison coordonne l'action depuis son van qu'il nomme Lucile. C'est lui qui a fabriqué les oreillettes qu'utilise l'équipe et qui a modifié leurs téléphones portables pour qu'ils puissent en faire toute sorte d'usage. Il est sans doute l'un des hackers les plus doués, ce qu'il démontrera en aidant à reprendre le contrôle d'un avion se trouvant pourtant à plus de 3 000 km de l'endroit où il se trouve, sauvant par la même occasion son équipe.
Il s'y connaît aussi en bombe et a fabriqué un pistolet électromagnétique qui va servir à l'équipe lors de différentes opérations.
Hardison a aussi quelques talents artistiques. C'est lui qui a peint le tableau de Nathan en vieux pour donner de la crédibilité à leurs bureaux. Il a aussi fait des copies de la statue de Saint Nicolas pour simuler des faux miracles. Mais son plus bel exploit de faussaire est d'avoir fabriqué de toutes pièces un journal intime censé dater du XVIIIe siècle.
Hardison est le moins physique des hommes de l'équipe. Il n'aime pas la bagarre même s'il donne de temps à autre quelques coups de poing. Même Parker est plus physique que lui comme en témoigne sa bagarre avec le trafiquant d'armes serbe Nikolas Obrovic. Il se repose souvent sur Eliot qui le protège à différentes reprises.
Hardison joue du violon, tout comme l'acteur qui joue le rôle, Aldis Hodge qui pratique le violon depuis son enfance. C'est donc réellement lui qui joue dans l'épisode précité.
Son ambition est d'avoir un jour sa propre équipe.